# 와이어구

와이어구의 위치

와이어구(영어: Wyre)는 잉글랜드 랭커셔주에 위치한 비도시 자치구로 중심 도시는 폴턴리파일드이며 인구는 108,742명(2014년 기준), 면적은 282.6km2이다.